# Mario Ferri
Mario Ferri (n. 11 ianuarie 1927, Grosseto, Toscana, Italia – d. 8 mai 1978, Grosseto, Toscana, Italia) a fost un politician italian, președinte al provinciei Grosseto (1952–1967), senator (1970–1972) și membru al Camerei deputaților (1972–1978).